# IC 2704
IC 2704 је спирална галаксија у сазвјежђу Лав која се налази на листи објеката дубоког неба у Индекс каталогу.
Деклинација објекта је + 12° 27' 13" а ректасцензија 11h 18m 3,9s. Привидна величина (магнитуда) објекта IC 2704 износи 14,6 а фотографска магнитуда 15,4. IC 2704 је још познат и под ознакама CGCG 67-52, KARA 475, PGC 34533.